# Tom Chatto
Thomas "Tom" Chatto (1 de setembro de 1920 - 8 de agosto de 1982) foi um ator britânico. Ele é pai do ator britânico Daniel Chatto casado com a Lady Sarah Chatto filha da princesa Margarida, Condessa de Snowdon e sobrinha da Rainha Elizabeth II. Ele também é o bisneto do fundador da Chatto e Windus, as editoras conhecidas.

## Casamento
Chatto casado Rosalind Joan Thompson, que se tornou um agente de talentos de sucesso sob o nome Ros Chatto (falecida em 5 de junho de 2012); o casal teve dois filhos: James e Daniel.